# Marie-Bon-Ézéchiel Barolet de Puligny
Marie-Bon-Ézéchiel Barolet de Puligny, né le 7 février 1803 à Ostercappeln (principauté épiscopale d'Osnabrück) et mort le 14 avril 1877 dans le 8e arrondissement de Paris, est un général et administrateur colonial français.

## Biographie
Engagé volontaire dans l’infanterie de marine en 1819, il y accomplit une longue et brillante carrière d’officier. Il est successivement promu sous-lieutenant en 1821, lieutenant en 1825, capitaine en 1830, chef de bataillon en 1837 et lieutenant-colonel en 1840. Il sert principalement en Guadeloupe, où il est répertorié comme un membre actif de la franc-maçonnerie au début des années 1830. Promu colonel par ordonnance royale du 3 juillet 1842, il prend le commandement du 1er régiment d’infanterie de marine en Guadeloupe le 1er mai 1843. 
Barolet de Puligny est nommé commandant militaire de l'île de La Réunion en 1848. C’est à ce titre qu’il exerce les fonctions de gouverneur de La Réunion pour un très court intérim entre le 9 mars 1850, date à laquelle le précédent gouverneur Sarda Garriga, révoqué, lui remet ses pouvoirs, et le 15 avril 1850, date à laquelle le nouveau titulaire Doret arrive à Bourbon à bord de la corvette Eurydice.
Élevé au rang de général de brigade le 23 mai 1855, Barolet de Puligny est appelé au poste d’adjoint à l’inspection générale de l’infanterie de marine, avant d’occuper les fonctions d’inspecteur général de l’arme en titre dès 1858. Promu général de division le 7 novembre 1860, il conserve les mêmes attributions jusqu’à son passage dans le cadre de réserve en 1869. Rappelé à l’activité lors de la guerre franco-allemande de 1870, il participe à la défense de Paris assiégée en qualité de commandant du 1er secteur des fortifications (Bercy).
Chevalier de la Légion d’honneur depuis 1833, nommé grand officier du même ordre le 14 août 1866, le général Barolet de Puligny était membre du conseil de l’ordre de la Légion d’honneur à son décès.